# Стурко Юліан
Юліа́н Стурко́ (псевдо:«Грізний», «Юрко») (*11 лютого 1918, смт. Перегінське, Рожнятівський район, Івано-Франківська область — † 14 лютого 1953, м. Львів) — командир сотні УПА «Журавлі» у ТВ-23 «Магура» ВО-4 «Говерла», лицар Бронзового хреста бойової заслуги УПА.

## Життєпис

Стурко Юліан перший праворуч, приймає звіт чоти

Народився 11 лютого 1918 року в с. Перегінське Калуського повіту Королівства Галичини та Володимирії (тепер Рожнятівського району Івано-Франківської області) в селянській родині. Тут закінчив школу. З 1939 року працював мотористом на нафтопромислі у с. Слобода-Рівнянська.
В 1940 р. призваний до Червоної армії, служив водієм в авіаполку в Підмосков'ї. У вересні 1942 р. з кількома земляками (серед них односелець Володимир Депутат) переходить лінію фронту, поміщений у табір військовополонених. Після нетривалого слідства прийнятий у допоміжну службу вермахту.
У жовтні 1943 р. приїхав додому у відпустку, з якої не повернувся в частину, а приєднався до формування повстанських відділів. У квітні 1944 р. призначений командиром розвідки сотні «Журавлі» (ТВ-23 «Магура» ВО-4 «Говерла»), влітку став командиром чоти, а восени став командиром сотні «Журавлі» (відділ 86) з новим псевдо «Юрко». 1.12.1944 його було номіновано на хорунжого, а 22.01.1947 — на поручника.
У квітні 1947 р. сотню демобілізовано, через що переведений у теренову мережу Калуської округи ОУН, повторно склав присягу. Восени направлений у розпорядження референта пропаганди Карпатського крайового проводу ОУН «Клима» (Степана Слободяна) — проходив ідеологічний вишкіл і здійснював охорону та господарське забезпечення референтури пропаганди. У червня 1948 р. направлений у референтуру пропаганди Долинського надрайонного проводу ОУН — відповідав за господарське забезпечення. Восени 1949 р. призначений провідником Рожнятівського районного проводу ОУН.
Захоплений провокативною групою МДБ 27 липня 1952 р. в Кадобнянському лісі, 28 листопада того ж року Військовим трибуналом Прикарпатського військового округу засуджений до розстрілу. Вирок виконаний 14 лютого 1953 р. в тюрмі м. Львів. Місце поховання невідоме.

## Нагороди
- Згідно з Наказом військового штабу воєнної округи 6 «Говерля» ч. 6 від 15.12.1946 р. хорунжий УПА, командир сотні УПА «Журавлі» Юліан Стурко — «Грізний» нагороджений Бронзовим хрестом бойової заслуги УПА.